# Freddy und das Lied der Prärie (Soundtrack)
Freddy und das Lied der Prärie ist das Soundtrack-Album des Films Freddy und das Lied der Prärie vom österreichischen Schlagersänger Freddy Quinn, das 1964 im Musiklabel Polydor (Nummer 46 789) erschien. Das Album kletterte bis auf Platz vier der Albumcharts. Die Single Gib mir dein Wort erreichte Platz fünf und die Single In The Wild Wild West Platz 31 der Singlecharts.

## Titelliste
Das Album beinhaltet folgende 13 Titel:
- Seite 1

1. Der Wind der Prärie (geschrieben von Fritz Graßhoff und Lotar Olias)
2. Im Wilden Westen (geschrieben von Fritz Graßhoff, Lotar Olias und Max Colpet)
3. Gib mir dein Wort (geschrieben von Lotar Olias und Walter Rothenburg)
4. Irgendwo – Irgendwann (geschrieben von Hans Bradtke und Lotar Olias)
5. Die Story von Black-Bill (geschrieben von Lotar Olias und Max Colpet)
6. Dear, Old Joe (geschrieben von Fritz Graßhof und Lotar Olias)
7. Wo gibt es noch Freunde (geschrieben von Lotar Olias und Peter Moesser)

- Seite 2

1. Ein Himmel voll die Sterne (geschrieben von Fritz Graßhof und Lotar Olias)
2. Vergiss das nie (Zwei Herzen) (geschrieben von Lotar Olias und Walter Rothenburg)
3. Brauchst du Gewalt – wirst du nicht alt (geschrieben von Lotar Olias und Max Colpet)
4. In The Wild Wild West (geschrieben von Freddy Quinn und Lotar Olias)
5. Cowboy’s Tango (geschrieben von Lotar Olias)
6. Wie schön, dass du wieder zuhause bist (geschrieben von Lotar Olias und Rudolf Günter Loose)

## Chartplatzierungen

### Album
| Jahr | Titel                         | Höchstplatzierung, Gesamtwochen/‑monate, AuszeichnungChartplatzierungen (Jahr, Titel, Platzierungen, Wochen/Monate, Auszeichnungen, Anmerkungen) | Höchstplatzierung, Gesamtwochen/‑monate, AuszeichnungChartplatzierungen (Jahr, Titel, Platzierungen, Wochen/Monate, Auszeichnungen, Anmerkungen) | Höchstplatzierung, Gesamtwochen/‑monate, AuszeichnungChartplatzierungen (Jahr, Titel, Platzierungen, Wochen/Monate, Auszeichnungen, Anmerkungen) | Anmerkungen                   |
| Jahr | Titel                         | DE | AT | CH | Anmerkungen                   |
| ---- | ----------------------------- | --- | --- | --- | ----------------------------- |
| 1964 | Freddy und das Lied der Präie | DE4 (7 Mt.)DE | — | — | Charteinstieg: 1. August 1964 |

grau schraffiert: keine Chartdaten aus diesem Jahr verfügbar

### Singleauskopplungen
| Jahr | Titel                                                           | Höchstplatzierung, Gesamtwochen/‑monate, AuszeichnungChartplatzierungen (Jahr, Titel, , Platzierungen, Wochen/Monate, Auszeichnungen, Anmerkungen) | Höchstplatzierung, Gesamtwochen/‑monate, AuszeichnungChartplatzierungen (Jahr, Titel, , Platzierungen, Wochen/Monate, Auszeichnungen, Anmerkungen) | Höchstplatzierung, Gesamtwochen/‑monate, AuszeichnungChartplatzierungen (Jahr, Titel, , Platzierungen, Wochen/Monate, Auszeichnungen, Anmerkungen) | Anmerkungen                                                   |
| Jahr | Titel                                                           | DE | AT | CH | Anmerkungen                                                   |
| ---- | --------------------------------------------------------------- | --- | --- | --- | ------------------------------------------------------------- |
| 1964 | Gib mir dein Wort / Wie schön, dass du wieder zuhause bist      | DE5 (5 Mt.)DE | — | — | Charteinstieg: 1. August 1964                                 |
| 1964 | In The Wild Wild West / Dear, Old Joe                           | DE31 (2 Mt.)DE | — | — | Charteinstieg: 1. September 1964 / Ausgabe nur für Musikboxen |
| 1964 | In The Wild Wild West / Brauchst du Gewalt – wirst du nicht alt | — | — | — | Veröffentlichung: 1964 / Ausgabe nur für Musikboxen           |

grau schraffiert: keine Chartdaten aus diesem Jahr verfügbar